# 西巢鴨
西巢鴨（日语：／ Nishi-sugamo */?）是東京都豐島區的町名。

## 地理
東接北區西原、巢鴨、北大塚，西臨上池袋、北區瀧野川，南連北大塚、上池袋，北通北區瀧野川。
整體上，南側為舊谷端川流域河谷，北側地勢較高。

## 交通

### 鐵路
中山道下方為都營地下鐵三田線，折戶通西側有都電荒川線通過。
- 西巢鴨站（都營地下鐵三田線）
- 庚申塚停留所（都電荒川線）
- 新庚申塚停留所（都電荒川線）

### 巴士
明治通、中山道有都營巴士運行。（王40、草63、草64、深夜02）
巴士站
- 西巢鴨
- 掘割

### 道路
- 明治通 - 南北向通過町域西端。
- 中山道 - 東南－西北走向。北側為4丁目。
- 首都高速道路 - 明治通上高架通過。
- 宮仲公園通（東京都道436號小石川西巢鴨線） - 舊稱「癌研通」。連結大塚站與北池袋站，東西向通過町域南端。

## 設施
- 大正大學
- 東京大學豐島學寮
- 東京都立文京高等學校（日语：東京都立文京高等学校）

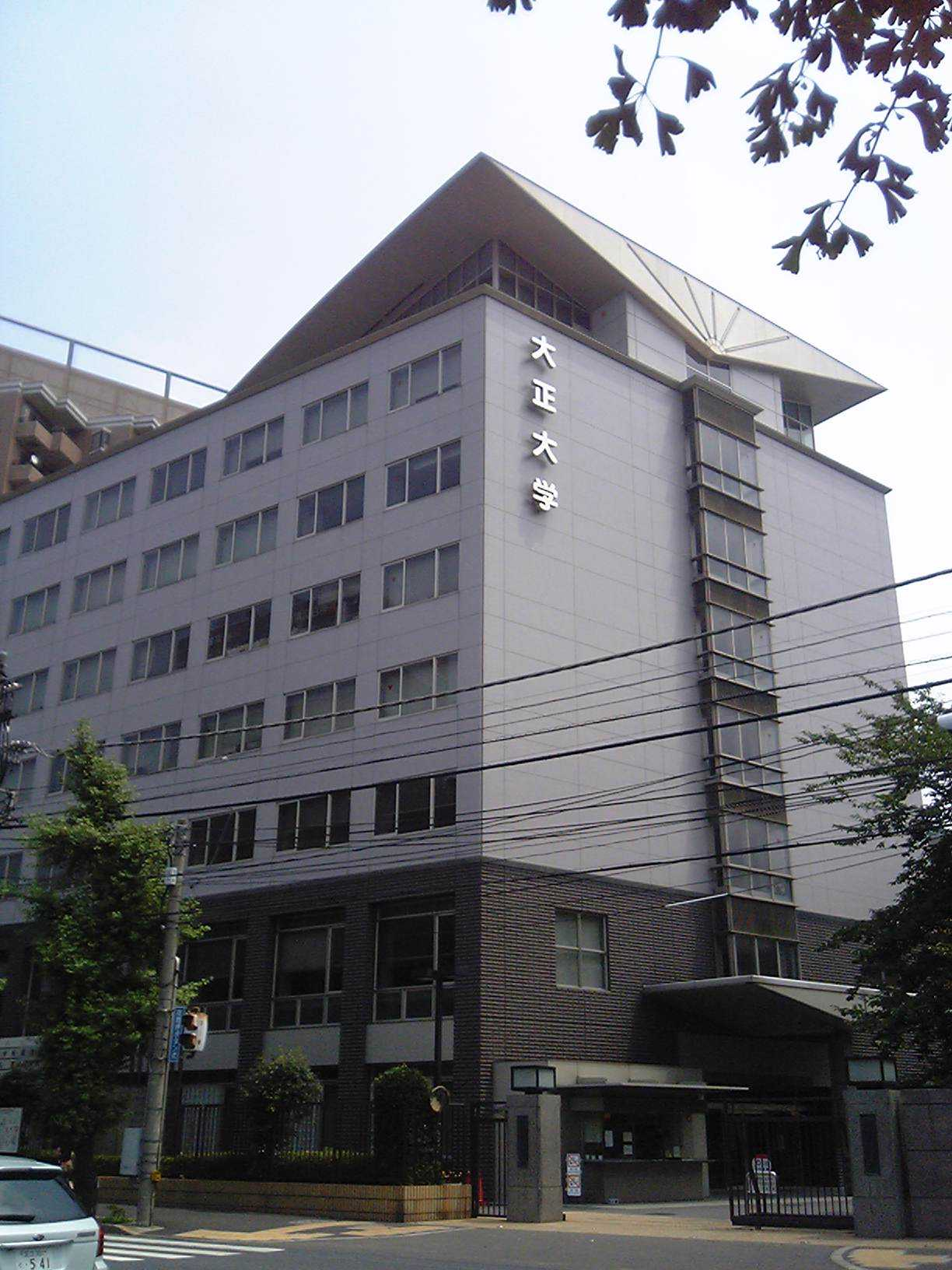
大正大學

- 淑德巢鴨中學校、高等學校（日语：淑徳巣鴨中学校・高等学校）
- 豐島區立巢鴨北中學校（日语：豊島区立巣鴨北中学校）
- 豐島區立西巢鴨小學校
- 西巢鴨幼稚園
- 千川上水公園
- 西巢鴨公園
- 西巢鴨体育場
- 豐島區立西巢鴨第三保育園
- 豐島西巢鴨一郵便局
- 豐島西巢鴨郵便局
- 豐島西巢鴨四郵便局
- 菊薫（かおる）園 - 特別養護老人之家（日语：介護老人福祉施設）。
- 山口醫院
- 巢鴨醫院
- 田久保醫院
- 城北信用金庫（日语：城北信用金庫）巢鴨支店
- Comodi-iida（日语：コモディイイダ）西巢鴨店
- Fight餃子（ファイト餃子）
- 西巢鴨創造舍（にしすがも創造舎）
- 東光庵 -西巢鴨二丁目。
- 砂法寺 -西巢鴨二丁目。
- 講安寺墓地 -西巢鴨四丁目。
- 良感寺 -西巢鴨四丁目。
- 清巖寺 -西巢鴨四丁目。
- 善養寺 -西巢鴨四丁目。
- 砂行寺 -西巢鴨四丁目。
- 西方寺 -西巢鴨四丁目。
- 盛雲寺 -西巢鴨四丁目。

## 備註
1. ↑  住民基本台帳による年齢別人口（平成26年7月1日現在）[永久]